# 沃姆斯普林斯 (佐治亚州)

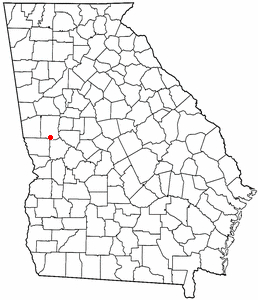
沃姆斯普林斯在乔治亚州的位置

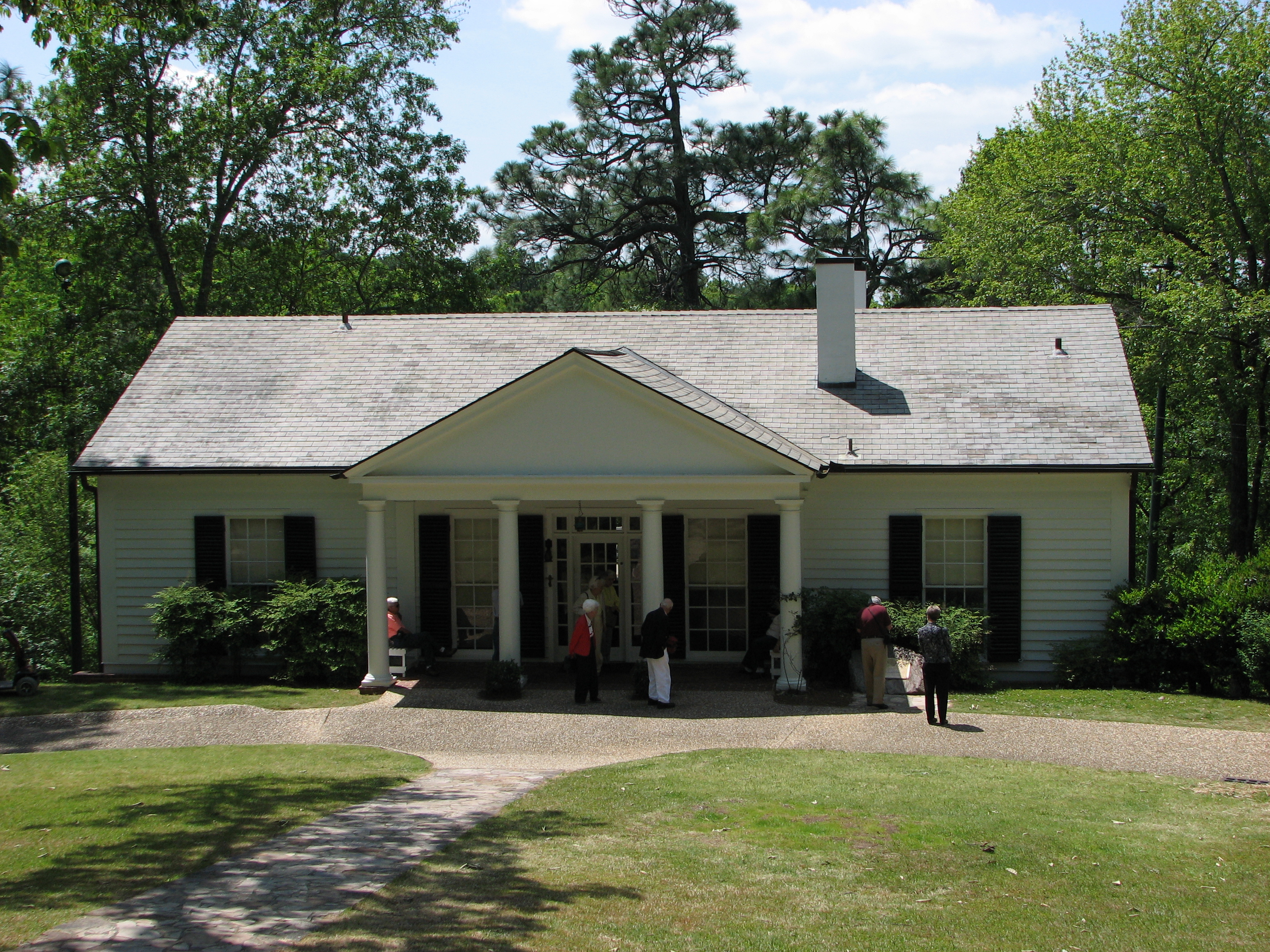
[http://en.wikipedia.org/wiki/Little_White_House 小白宫

沃姆斯普林斯（英語：Warm Springs）是位于美国佐治亚州西部梅里韦瑟县的一座城市。根据美国2000年人口普查，共有人口485人，其中白人占67.22%、非裔美国人占31.75%。
第32任美国总统富兰克林·D·罗斯福逝世于沃姆斯普林斯，其治疗脊髓灰质炎的温泉如今由罗斯福沃姆斯普林斯康复机构运作，并且未完成的羅斯福肖像也保存在罗斯福生前的别墅，一个叫小白宮的地方。